# Publio Servilio Prisco Strutto
Publio Servilio Prisco Strutto (latino: Publius Servilius P.f. Priscus Structus; fl. V secolo a.C.) è stato un politico e militare romano.

## Biografia
Publio Servilio Prisco Strutto fu console nel 495 a.C. insieme al collega Appio Claudio Sabino Inregillense.
Nell'anno del suo consolato emerse il conflitto, fino ad allora latente, tra patrizi e plebei. Infatti nei primi anni della repubblica tutte le cariche pubbliche erano in mano ai patrizi, forti del loro ruolo nella cacciata della monarchia, ed i plebei, di fatto, non erano rappresentati. Inoltre le leggi sul debito, e l'uso del Nexum, che consentivano di ridurre i debitori alla schiavitù, favorivano di fatto i patrizi, che approfittavano di questa situazione per prevalere nei confronti dei plebei.
La pratica della riduzione dei debitori in schiavitù si era poi andata aggravando negli ultimi tempi, anche a causa dei frequenti conflitti che impegnavano i romani contro i bellicosi vicini, conflitti che, nel caso migliore non permettevano ai cittadini-soldati di seguire adeguatamente i lavori nelle proprie proprietà, in quello peggiore, ne comportavano la perdita o la distruzione.
(Tito Livio, Ab Urbe condita libri, lib. II, par. 23)
Mentre in senato si discuteva senza arrivare ad una soluzione sulla questione dei debitori ridotti in schiavitù, sul fronte militare Roma era minacciata dai Volsci, resi più audaci dalle difficoltà interne alla Repubblica. Nonostante tutto però non riuscirono a convincere le città Latine, appena uscite sconfitte dalla battaglia del Lago Regillo, ad unirsi a loro in funzione anti romana. Anzi, i Latini denunciarono al Senato romano i preparativi di guerra dei Volsci, ottenendo per questo la liberazione di oltre 6.000 soldati fatti prigionieri, e ridotti in schiavitù a seguito della sconfitta dell'anno prima.
In questa situazione di crisi la plebe rimase compatta nel rifiutarsi di rispondere alla chiamata alle armi, se non fossero state accolte le proprie richieste. Il senato incaricò quindi il console Servilio, considerato più adatto di Appio per trattare con la plebe, di convincere il popolo ad arruolarsi. Servilio da parte sua, riuscì a convincere la plebe a rispondere alla chiamata alle armi, facendo promesse ed emanando un editto in favore dei debitori secondo il quale:
(Tito Livio, Ab Urbe Condita, II, 24.)
L'esercito, condotto da Publio e galvanizzato dalle promesse del console, e dalla prospettiva di poter migliorare la propria situazione economica con il bottino di guerra, ebbe facilmente ragione dei Volsci e conquistò, saccheggiandola, la città di Suessa Pometia; non solo, di lì a poco uscì vittorioso da scontri con Sabini presso l'Aniene e gli Aurunci nei pressi di Aricia..
Al termine di questi combattimenti il popolo si attendeva che fosse rispettato quanto promesso dal senato, ma così non fu, soprattutto per l'aperta e determinata opposizione di Appio Claudio, strenuo difensore dei privilegi dei patrizi; allo stesso Publio il Senato negò il trionfo su istigazione di Appio. La situazione si trascinò quindi, non senza inquietudini e malumori, che sarebbero sfociati nella secessione del 494 a.C., fino alla fine del mandato consolare.
Nell'anno del consolato di Appio ed Aulo Postumio, Tarquinio il Superbo morì in esilio presso la corte di Aristodemo a Cuma, il 15 maggio fu consacrato il tempio di Mercurio (anche se l'onore della dedica non venne attribuito ad uno dei due consoli ma a Marco Letorio, un centurione primipilo, e la colonia di Signa, voluta da Tarquinio, venne rifondata con l'invio di un nuovo contingente di coloni.